# Автоматична зброя

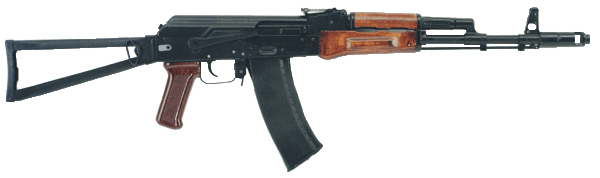
АКС-74, один з найпопулярніших зразків автоматичної зброї XX століття

Автомати́чна збро́я — вогнепальна зброя, яка використовує для перезарядження та чергового пострілу енергію порохових газів, що виникає при пострілі.
До автоматичної зброї відносяться автомати-пістолети, пістолети-кулемети (автомати), самозарядні і автоматичні гвинтівки, ручні кулемети, великокаліберні кулемети (12,7—10 мм) та автоматичні гармати калібру 20 мм і більше. Автоматичній зброї властива висока скорострільність. Живлення патронами буває:
- магазинне (з спеціальних коробок-магазинів),
- стрічкове (з гнучких металевих чи полотняних стрічок).

## Уживання терміна
Термін «автоматична зброя» уживається в двох значеннях:
1. Напівавтоматична (самозарядна) зброя — зброя, яка після пострілу викидає стріляну гільзу і заряджає в патронник новий патрон, автоматизовано тільки перезарядження.
2. Власне автоматична зброя — зброя, яка стріляє чергами, тобто цикл «вистрілити — викинути гільзу — зарядити новий патрон» повторюється, поки спусковий гачок натиснутий і в магазині є патрони.

## Історія
Перші проекти автоматичної зброї з'явились у 1863 році. Під час Другої світової війни автоматична зброя стала домінуючою зброєю.

## Принцип дії
В автоматичній зброї з довгим ходом ствола під тиском порохових газів затвор із стволом відходить в заднє положення, потім ствол силою стисненої поворотної пружини перемішується у вихідне положення, а затвор досилає в патронник черговий патрон.
В автоматичній зброї з коротким ходом ствола його рух в заднє положення обмежений прискорювачем, що відчіплює затвор, який після цього рухається самостійно в крайнє заднє положення, а потім ствол, сам чи з затвором, переміщується вперед.
В автоматичній зброї з вільним затвором, затвор відходить назад разом з гільзою під тиском порохових газів, а переміщується вперед дією поворотної пружини, досилаючи патрон.
В автоматичній зброї з напіввільним затвором (пістолет-кулемет) відхід затвора назад спочатку гальмується вкладишем, що упирається боковим виступом у похилий паз затвора, а потім переміщується вільно, в міру зменшення газів і підіймання вкладиша на виступ похилих пазів затворної коробки.

## Конструкції
Конструкції автоматичній зброї бувають:
- з використанням відбою рухомого ствола, з яким під час пострілу міцно вчеплено затвор;
- з використаноїням відбою вільного, незчепленого я стволом затвора і затвора, що легко відчіплюється;
- з використанням порохових газів, що надходять до газової камери через газові отвори в стволі;
- з довгим ходом штока (ручний кулемет ДП), де після відмикання затвора шток і затворна рама з затвором відходять назад і разом повертаються вперед, досилаючи патрон і замикаючи затвор;
- з коротким ходом штока (автоматична гвинтівка 1940 року випуску), де після відмикання затвора його стебло разом з затвором відходить назад, а шток іде вперед внаслідок дії зворотної пружини.

Автоматика останніх типів, завдяки надійності дії, високій скорострільності і простоті конструкції, набула широкого застосування в сучасних зразках автоматичної зброї.